# British Rail Class 158
British Rail Class 158 — серия пригородных и региональных дизель-поездов, строившаяся в 1989—1992 годах на предприятии компании «BREL» в Дерби. Class 158 является усовершенствованным вариантом British Rail Class 156, предназначенным для скоростных перевозок на средние дистанции. Конструкция основана на пассажирском вагоне Mark 3, как и все составы семейства моторовагонных подвижных составов «Sprinter». Составам было присвоено обозначение Express Sprinter.

## Описание
В середине 1980-х годов в условиях конкуренции железных дорог с личным автотранспортом возникла необходимость повышения уровня комфорта пассажирских перевозок. Был выпущен опытный состав На основе Class 150 был выпущен Class 154, имеющий новые тележки и ТЭД, позднее он использовался для тестирования агрегатов дизель-поезда Class 158. На базе существовавших тогда дизель-поездов Sprinter разрабатывались новые составы Class 157 (для обслуживания пригородных линий Шотландии) и Class 158 (для скоростных перевозок на средние дистанции). В результате был построен только второй тип дизель-поезда, получивший обозначение Express Sprinter. По своей конструкции Class 158 имеет ряд общих элементов с Class 156 и также основан на пассажирских вагонах Mark 3. В отличие от предыдущих дизель-поездов, были применены многие новые конструктивные решения. Мощность ТЭД была увеличена за счёт новых типов двигателей, что позволило увеличить конструкционную скорость с 120 до 128 км/ч. Установлены новые двери с прислонно-сдвижным механизмом. Значительно повышен уровень комфорта пассажиров.

## Эксплуатация
Первоначально данные дизель-поезда использовались на линиях средней протяжённости и заменяли поезда с локомотивной тягой. British Railways активно продвигали новый поезд через СМИ и рекламу. Но в связи с экономическими проблемами и последовавшей далее приватизацией железных дорог новый дизель-поезд не получил достаточного распространения на железных дорогах, а с середины 1990-х годов начал чаще применяться на линиях малой протяжённости. Некоторые составы были переделаны в Class 159 с установкой двигателя с турбо-нагнетателем для линий южного региона. При эксплуатации частными операторами многие Class 158 прошли капитальный ремонт, что позволило продлить срок службы и повысить комфорт для пассажиров. Также дизель-поезд экспортировался в Таиланд в 1990-1991-х годах. Отличием данного поезда является изменённая длина колеи, уменьшенная до 1000 мм.